# Szerokość geograficzna zero
Szerokość geograficzna zero (jap. 緯度0大作戦 Ido zero daisakusen; ang. Latitude Zero) – japoński film przygodowy z 1969 roku w reżyserii Ishirō Hondy na podst. słuchowiska radiowego Teda Sherdemana pod tym samym tytułem.

## Fabuła
Na strefie równikowej Południowego Pacyfiku japoński statek badawczy „Fuji” prowadzi badania nad Prądem Cromwella celem wykorzystania go do zwiększenia prędkości łodzi podwodnych. Na ekspedycję batyskafem wyruszają japoński fizyk i oceanograf dr Tashiro, francuski geolog dr Jules Masson i amerykański dziennikarz Perry Lawton z Trans Globe News odpowiadający za dokumentację. Nieoczekiwanie wybucha podwodny wulkan zrywający łączność batyskafu z „Fuji”.
Załoganci batyskafu zostają uratowani przez nieznaną załogę i przeniesieni na zaawansowaną technologicznie łódź podwodną „Alfa”. Są zaskoczeni młodym wiekiem medyczki, dr Anne Barton. Kolejnym szokiem dla nich jest wiek łodzi, zwodowanej w 1805 roku w Stornoway. Dowódca łodzi, kpt. Craig McKenzie opowiada że nie przynależą do żadnego kraju. Ponieważ Masson wymaga hospitalizacji, dowódca okrętu podejmuje decyzję zabrania go do miasta, z którego pochodzą. Znajduje się ono na szerokości geograficznej 0°, co dziwi doktora Toshiro, ponieważ tam nie ma żadnego lądu. 
„Alfa” zostaje zaatakowana przez „Black Shark” pod kapitan Kroigą będącej na usługach doktora Malica, arcywroga McKenziego. Udaje im uciec, zaś miasto będące pod wodą otacza elektronowe pole świetlne uniemożliwiające wejście okrętom innym niż „Alfa”, w tym „Black Shark”. Miasto to technologiczny raj, gdzie nikt się nie starzeje – McKenzie i Malic mają ponad 200 lat. Mieszkańcy są różnej narodowości i żyją w harmonii nie mając nad sobą żadnego rządu. Lawton zauważa, że żyją tu też wybitni uczeni, którzy zostali uznani za zaginionych bądź zmarłych. McKenzie wyjaśnia, że sprowadzani są za ich zgodą przez specjalne grupy projektowe, by mogli wykorzystać naukę do tego co najlepsze zamiast być wykorzystanym przez różne lobbujące siły. Zaś w razie chęci powrotu mogą wrócić na powierzchnię ziemi.
Jedną z tych osób ma zostać japoński noblista, który opracował formułę na odporność promieniowania – doktor Okada. Odmawia ujawnienia formuły, gdyż obawia się, że będzie nadużywana w celach politycznych. Czyha na niego również Malic i wysyła swych agentów do Tokio, by go porwali. Odkrywa jednak, że Okada wraz z córką wypłynął bezpiecznie z Jokohamy. Podejrzewa, że stoją za tym ludzie z szerokości geograficznej 0°. W drodze do Honolulu, gdzie Okada ma zostać przeniesiony podwodnego miasta zostaje porwany przez „Black Shark”. Zostaje to odnotowane przez media i różne państwa wzajemnie się oskarżają o porwanie.
W tym samym czasie Malic wraz z swą oblubienicą Lucretią przetrzymuje Okadów na Krwawej Skale, jego prywatnej wyspie. Kroiga licząc na nagrodę za wykonanie zadania zostaje zdradzona przez Malika i uwięziona. Okada ma 12 godzin na wyjawienie formuły, inaczej zginie z rąk ludzi-nietoperzy, mutantów stworzonych przez Malica. McKenzie zamierza zorganizować wyprawę ratunkową. Lawton, Toshiro i Masson zgłaszają się na ochotników i w tym celu zażywają tzw. kąpiel odpornościową i przez 24 godziny są praktycznie nieśmiertelni. Wyprawa dociera do Krwawej Skały, gdzie Malic rozkazuje patrzeć Okadom, jak mózg Kroigi zostaje przetransformowany do lwa z doszytymi skrzydłami kondora. Stworzona z tego hybryda podobna do gryfa zostaje wysłana przez Malica celem zabicia McKenziego.
Wyprawa ratunkowa musi zmierzyć się z silnym polem magnetycznym, a następnie uciekać przed gigantycznymi szczurami przez żrące jeziora. Gryf poddany serum wzrostu zwiększa trzykrotni swój rozmiar, lecz nie atakuje wyprawy. Gdy Malic zamierza operować Okadę, w porę przybywa wyprawa McKenziego walcząca ludźmi-nietoperzami. W ferworze walki ginie Lucretia. Malicowi udaje się uciec, ale Okadowie są uratowani. Gdy wszyscy wracają na pokład „Alfy”, okręt atakuje „Black Shark” pod wodzą Malica. Gdy wszystko się wydaje stracone „Alfa” testuje ostatnie modyfikacje i zmienia się w pojazd latający uciekając przed zagrożeniem. W końcu gryf rusza do ataku, lecz jego celem jest „Black Shark” z Maliciem na pokładzie zatapiając go na miejscu. Zniszczeniu ulega też Krwawa Skała.
Tashiro i Masson decydują zostać w podwodnym mieście, zaś Lawton wraca na powierzchnię ziemi. Znajduje go okręt Japońskich Morskich Sił Samoobron mający odzyskać amerykański statek kosmiczny lądujący w oceanie, jednak nikt mu nie wierzy. Co gorsza, nie ma żadnych dowodów na istnienie podwodnego miasta – film ze zdjęciami jest pusty, a zamiast zabranych diamentów jest ziemia. Lawton z szokiem odkrywa, że współpracujący z okrętem oficerowie United States Navy wyglądają tak samo jak McKenzie i Malic. Po zabrania Lawtona na oddział medyczny, dowódcy otrzymują wiadomość z nowojorskiego banku o tym, że 600-karatowy diament zdeponowano w skrytce depozytowej na nazwisko Lawtona. Następnie są informowani, że miejsce, w którym wylądował statek kosmiczny znajduje się na równiku na szerokości geograficznej 0°.

## Obsada
- Richard Jaeckel – Perry Lawton
- Joseph Cotten –
  - kapitan Craig McKenzie,
  - kmdr Glenn McKenzie
- Cesar Romero –
  - dr Malik,
  - por. Hastings
- Akira Takarada –
  - dr Ken Tashiro,
  - oficer Japońskich Morskich Sił Samoobrony
- Linda Haynes – dr Anne Barton
- Masumi Odaka – dr Jules Masson
- Wataru Ōmae – Koubo
- Tetsu Nakamura – dr Shogo Okada
- Mari Nakayama – Tsuruko Okada
- Patricia Medina – Lucretia
- Hikaru Kuroki – Kroiga
- Akihiko Hirata – dr Sugata
- Haruo Nakajima –
  - Kroiga w postaci gryfa / lew,
  - człowiek-nietoperz #1,
  - gigantyczny szczur #1
- Hiroshi Sekita –
  - człowiek-nietoperz #2,
  - marynarz
- Haruyoshi Nakamura –
  - człowiek-nietoperz #3
  - gigantyczny szczur #3
- Susumu Utsumi – człowiek-nietoperz #4
- Teruo Aragaki – gigantyczny szczur #2

## Produkcja

### Scenariusz i przygotowania
Amerykański scenarzysta i radiowy producent Ted Sherdeman we współpracy z producentem telewizyjnym Donem Sharpe’em od 1957 roku bezskutecznie starał się stworzyć ekranizację słuchowiska radiowego Tales of Latitude Zero własnego autorstwa, które było nadawane w radiu NBC w 1941 roku. Okazja się nadarzyła w 1967 roku, gdy Sanezumi Fujimoto, reprezentujący Tōhō, przyjechał do Stanów Zjednoczonych w celach biznesowych. W tym czasie amerykański przemysł filmowy szukał współpracy z Japonią, która miała niskie koszty produkcji, a japoński przemysł filmowy, który utknął w budżetowych nabyciach, szukał przełomu we współpracy japońsko-amerykańskiej.
W lipcu 1968 roku Tōhō zawarło umowę z firmą Dona Sharpe’a – Ambassador Productions na produkcję filmu Kaiteidaisensō - ido zero (jap. 海底大戦争 -緯度ゼロ; pol. Podwodna inwazja - szerokość geograficzna zero) budżecie wynoszącym 350 milionów jenów, wówczas równowartość 1 miliona dolarów, tym samym anulując film sf Eijiego Tsuburayi pt. Soratobu Senkan (jap. 空飛ぶ戦艦; pol. Latający pancernik), który przekształcono w serial telewizyjny Mighty Jack. Miał być to pierwszy film z serii koprodukcji z Ambassador Productions, każdy z amerykańską obsadą.
Widząc okazję do międzynarodowego prawa do dystrybucji Tōhō zdecydowało się na nakręcenie w języku angielskim. Jak powiedział kierownik studia, Tadashi Yonemoto: „Chcemy jak najszerzej eksportować film za granicę i pozyskiwać zagraniczny obieg. Dlatego tworzymy to w języku angielskim”.
Za scenariusz odpowiadał Ted Sherdeman, przy pomocy Shinichiego Sekizawy wymienionego w czołówce filmu jako doradcy ds. scenariusza, który także miał odpowiadać za scenariusz ewentualnej japońskiej wersji.
Oryginalne zakończenie pokazywało Lawtona prezentującego swą dokumentację na pokazie prasowym, jednakowo zdjęcia są rozmazane, i nikt nie bierze go na poważnie. Lawton dostrzega na końcu sali człowieka wyglądającego jak McKenzie i gdy wszyscy opuszczają pomieszczenie ponownie uruchamia projektor z udanymi zdjęcia podwodnego miasta.

### Casting
Wedle kontraktu za obsadę amerykańskich aktorów i jej finansowanie odpowiedzialny był Don Sharpe. Do roli McKenzie’ego został zaangażowany Joseph Cotten, a w Malica wcielił się Cesar Romero będący na fali popularności za sprawą roli Jokera w Batmanie. W rolę Lucretii wcieliła się żona Cottena, Patricia Medina. Rolę Lawtona zagrał Richard Jaeckel, który dopiero co wystąpił w innej koprodukcji japońsko-amerykańskiej – Kosmicznej ektoplazmie. Rolę Anne Barton zagrała początkująca w branży aktorskiej Linda Haynes.
W japońskiej obsadzie wybierano głównie aktorów z umiejętnościami językowymi, takich jak Akira Takarada, Masumi Okada i Akihiko Hirata. Do roli doktora Okady został zatrudniony aktor i scenarzysta Takamaru Sasaki.

### Realizacja
Zdjęcia do Szerokości geograficznej zero rozpoczęły się 28 października 1968 roku mające zakończyć się zgodnie z umową 28 grudnia tego samego roku. Były plany nakręcenia filmu na taśmie 70-milimetrowej Panavision, co okazało się niemożliwe z powodu braku odpowiedniego sprzętu w Japonii w tamtym czasie. Na planie byli reprezentujący Ambassador Productions Warren Lewis jako konsultant kreatywny i Sherdeman potrzebny do ciągłych poprawek scenariuszowych. O ile Sherdeman był uznany przez japońską ekipę filmową za otwartego na uwagi i elastycznego, tak Lewis był znienawidzony za wieczne narzekanie i krytykę japońskich metod kręcenia filmu. Sharpe i Lewis mający telewizyjne doświadczenie nalegali, by Honda używał wielu kamer na planie do różnych ujęć, licząc na zaoszczędzenie kosztów. Honda wtedy udowodnił im, że się mylą i Lewis przyznał rację. Zdjęcia nie zostały wykonane w stylu japońskim, gdzie każdy fragment sceny był kręcony osobno, ale w stylu hollywoodzkim, gdzie jedną scenę kręci się w panoramie, a potem w zbliżeniu. Zabieg spotkał się z uznaniem aktorów, ponieważ pozwalało im występować bez przerywania toku dramatu, ale przez to ilość zużytej taśmy filmowej i czas kręcenia znacznie się zwiększyły.
Wkrótce okazało się, że Don Sharpe wysłał amerykańską obsadę do Japonii bez wiedzy, że jego firma zbankrutowała. Aktorzy dowiedzieli się o tym przed przedstawicielstwem Tōhō i otrzymali informację, że japońskie koszty nie obejmują wynagrodzeń zagranicznych aktorów. Strona japońska zgodziła się na sfinansowanie gaż aktorów pod warunkiem dokończenia zdjęć. Cotten, wściekły w duchu na Sharpe’a, Romero i Medina zgodzili się na warunki chcąc pokazać się z dobrej strony i nie robić kłopotów japońskim producentom.
Z tego powodu zdjęcia zostały przerwane w listopadzie 1968 roku. Gaże amerykańskich aktorów zostały sfinansowane z części budżetu przeznaczonego na Japonię i miecz. Opóźnienia zmusiły Hondę do kręcenia podczas okresu bożonarodzeniowego, ponieważ zgodnie z umową Amerykanie musieli zakończyć pracę przed Nowym Rokiem, zaś budżet zmniejszono do 289 mln jenów, będący równowartością 800 tys. dolarów.
Wraz z wznowieniem zdjęć konflikt Hondy z Lewisem zaostrzał się. Najwięcej tarć sprawiła scena zażywania kąpieli odpornościowej. Lewis naciskał na to by Linda Haynes wystąpiła naga ze względu na zniesienie Kodeksu Haysa, czemu się sprzeciwił Honda, ponieważ w Japonii nagość była akceptowana jedynie w sztuce i filmach Pinku eiga oraz także sama Haynes. Pojawiła się sugestia, by nakręcić dwie wersje filmu, czemu kategorycznie sprzeciwił się Honda.
Pod koniec zdjęć amerykańska ekipa nabawiła się grypy, jedynie Jaeckel uniknął choroby dzięki własnemu reżimowi zdrowotnemu. Z tego powodu z produkcji zrezygnował Sasaki, którego zastąpił Testu Nakamura, który ze względu na wychowanie się w Kanadzie biegle operował językiem angielskim, co wymusiło na Hondzie ponownie nakręcenie scen.

### Efekty specjalne
Reżyserem efektów specjalnych został Eiji Tsuburaya. Był to ostatni projekt science fiction Tsuburayi przed jego śmiercią w 1970 roku.
Statek „Alpha” zaprojektował Yasuyuki Inoue. Oryginalnie miał nazywać „Omega”, o czym świadczy zastosowanie znaku „Ω” na rysunku konstrukcyjnym, ale zmieniono nazwę, by nie kolidowało się ze znakiem towarowym zegarka Omega. Dzień i miesiąc wodowania „Alphy” pochodzi od urodzin Teda Sherdemana.
Wyprodukowano trzy drewniane modele: duży o rozmiarze ok. 6-7 metrów, średni o rozmiarze 2 metry i mały o rozmiarze 1,5 metra. Największy model użyty do sceny morskiej był wyposażony w boczne drzwiczki, które można było zdalnie otwierać i zamykać. Średni model potem przerobiono i wykorzystano do próbnych zdjęć podczas kręcenia filmu Another Way: D-Kikan-Joho z 1988 roku. Obiekt do 1992 roku był przechowywany w magazynach Tōhō i według Toshio Miike, dyrektora artystycznego ds. efektów specjalnych został usunięty podczas reorganizacji magazynów w 1999 roku.
Projekt statku „Black Shark” wykonał Mutsumi Toyoshima z Toho Tokumi, opierając się na propozycji Inoue. Wykonano dwa modele, jeden w rozmiarze 3 metry, drugi w rozmiarze 1 metr. Oba wykonano z drewna, a do budowy anteny i wieżyczki użyto metalu.
Do stworzenia statku badawczego „Fuji” użyto dużej żelaznej miniatury o łącznej długości 13 metrów, napędzanej silnikiem Chryslera. W przypadku batysfera zastosowano trzy modele o trzech rozmiarach: duży, średni i mały. Wykorzystano je potem w sesji zdjęciowej do Godzilli kontra Gigana.
Teizō Toshimitsu był odpowiedzialny za głowę gryfa/lwa, ludzi-nietoperzy i gigantycznych myszy, zaś Yasuei Yagi za ich ciała. Kostium gryfa/lwa miał suwak zszyty na brzuchu, a grzywę wykonano z sierści chińskich niedźwiedzi. Do scen lotu gryfa wykonano model o wielkości 2 shaku. Kształt skrzydeł z tego powodu różnił się od tych z kostiumu.
W fazie preprodukcji miały pojawić gigantyczne mięsożerne rośliny żerujące na szczurach, zaś ludzie-nietoperze były pomyślane jako krety  i stwory podobne do jaskiniowców. W pierwszej wersji jeden z nich miał zginąć w żrącym jeziorze i otrzymał przydomek „Warren” jako złośliwość w kierunku Warrena Lewisa. Powstało pięć kostiumów dla gigantycznych szczurów oraz trzy kostiumy dla ludzi-nietoperzy, jednak w ich przypadku poprzez montaż i komponowanie sprzedano iluzję obecności pięciu osobników. Zagrało ich ok. czterech aktorów. Stworzono również model głowy człowieka-nietoperza z zmotoryzowanym chwytem obrotowym, ale nie wykorzystano go w gotowym filmie. Później jeden z kostiumów został przerobiony i wykorzystany przez Tsuburaya Productions do postaci Mechary z serialu telewizyjnego Chibira-kun, a drugi użyty przez Tōhō do postaci Batto Mana z serialu telewizyjnego Ike! Gurīnman. Głos ludzi-nietoperzy powstał przez zmiksowanie głosów Varana z filmu Daikaijū Baran i Mummy Mana z serialu telewizyjnego Ultraman.
W związku obecnością wielu scen dziejącym się w środowisku wodnym, zostały one nakręcone w otwartym basenie studia Hibiki. Widok z lotu ptaka na ostatnią eksplozję Krwawej Skały został sfotografowany z szynami ułożonymi wokół otwartego basenu i rusztowaniem o wysokości 6 metrów. Istnieją pogłoski, jakoby do studia wjechał wóz strażacki, jako że produkcja wcześniej skontaktowała się ze strażą pożarną ze względu na rozmiar potencjalnego wybuchu.
Do stworzenia wybuchu podwodnego wulkanu zastosowanie bezpośredniego wstrzykiwania Freonu-12 w zbiornik wodny. Scena erupcji na powierzchni oceanu została nakręcona poprzez upuszczenie farby do akwarium, a kamera została ustawiona do góry nogami.
W scenie, w której Burton i Koubo podpływają w batysferze, powstał specjalny basen o długości i szerokości 10 metrów oraz głębokości 9 metrówi. Wykonano ją 17 stycznia 1969 roku, w środku zimy, ale zabrano tam z kocioł, by podnieść temperaturę wody do 39,5 stopni. Kamerzyści byli przytłoczeni, ponieważ byli we wrzącej wodzie przez prawie dwie godziny.

### Postprodukcja
Na potrzeby japońskiego rynku film został zmontowany do 89 minut oraz zdubbingowany język japoński. O ile japońscy aktorzy powtórzyli swoje role, tak amerykańscy aktorzy zostali zdubbingowani przez seiyū.

## Odbiór

### Premiera
Japońska premiera Szerokości geograficznej zero 26 lipca 1969 roku i weszła do kin w podwójnym pokazie wraz z Kyojin no Hoshi. Wyjątkiem było kino „Hibiya Eiga” w Chiyodzie, gdzie film był emitowany w podwójnym pokazie Nyu jirando no wakadaishō, by uniknąć konkurowania z pobliskim kinem „Geijutsu-za”. Amerykańska przedpremiera miała miejsce 29 lipca 1969 stycznia w Dallas, zaś na terenie całego kraju w grudniu 1970 roku. Film w Japonii wznowiono w 1974 roku w ramach bloku filmowego dla dzieci Toho Champion Festival w potrójnym pokazie wraz z Mothrą i Moeru Otoko Nagashima Shigeo Eikō no Sebangō 3 jako Kaitei Daisensō Ido Zero Daisakusen (jap. 海底大戦争 緯度０大作戦; pol. Wielka Wojna Podmorska: Operacja Wielka szerokość geograficzna 0).
Polska premiera filmu odbyła się w sierpniu 1971 roku i był dystrybuowany z krótkometrażowym dokumentem Lekcja produkcji WFD z 1970 roku.

### Wyniki finansowe i recenzje
Szerokość geograficzna zero okazała się finansową porażką. W Japonii zarobił jedynie 170 milionów jenów, a w samych Stanach Zjednoczonych miał ograniczoną dystrybucję. Tanaka w swej książce Kami (Gojira) o hanatta otoko przyznawał, że Honda był przyczyną porażki filmu: „To była fajna historia, ale okazała się [nudna]. Honda nie mógł zrozumieć, jak prawidłowo korzystać z CinemaScope, a projekt pokazał tylko, jak trudno jest zrobić koprodukcję z innym krajem”. Z kolei Honda w swej autobiografii Gojira to waga eiga jinsei obarczał winą Dona Sharpe’a, który według niego wykiwał ekipę i uważał, że przez dodatkowe koszty produkcja ucierpiała.
Recenzja z „Filmu” była negatywna, umieszczając Szerokość geograficzną zero w „okolicach dolnej granicy kiczu” i krytykując rozszerzenie świata przedstawionego (określanego jako „nudny i niezachęcający raj”) poprzez hybrydy tworzone przez Malika, przez co film jest „bajką nie mającą nic wspólnego z naukową fantazją”.

## Odniesienia w kulturze popularnej
- Kilka miesięcy po wydaniu filmu scena zniszczenia Krwawej Skały została wykorzystana jako fragment filmu Konto 55-gō: Uchū daibōken[44][45].
- Karta tytułowa i tytuł odcinka serialu anime Sonic X, „Ido 0 daikessen!” jest nawiązaniem do japońskiego tytułu filmu[46].
- W powieści GODZILLA: Monster Apocalypse Renjiego Ōkiego i Gena Urobuchiego, będącej oficjalnym prequelu filmu animowanego Godzilla: Planeta potworów, gryf był jednym z wielu gigantycznych potworów, które zaatakowały się ziemskie miasta. Stado gryfów atakowało Kair, dopóki nie zostało zneutralizowane[47].